# Дождь (телеканал)
«Дождь» (стилизированное написание — ДО///ДЬ или TV///RAIN) — русскоязычный независимый информационный телеканал и интернет-издание.
С 2010 по 2022 год «Дождь» имел российскую, в июле—декабре 2022 года латвийскую, а с декабря 2022 года имеет нидерландскую телевизионные лицензии и осуществляет вещание через спутник, в кабельных сетях и на YouTube.
В эфире канала выходили новостные, аналитические, дискуссионные и авторские программы, концерты, художественные чтения, а также документальные фильмы, видео-арт. На канале широко освещались протесты 2011—2013 и 2017—2018 годов, «Болотное дело», дело Pussy Riot, дело «Ив Роше», дело «Кировлеса», отравление Алексея Навального, протесты в его поддержку и др. Около двух третей эфирного времени занимали передачи, транслируемые в прямом эфире.
После начала вторжения России на Украину вещание телеканала из России 3 марта 2022 года было временно приостановлено, 18 июля 2022 года возобновлено из Риги, Латвия. 6 декабря 2022 года Латвия аннулировала лицензию на вещание телеканала из-за «угрозы национальной безопасности и общественному порядку». С 8 декабря 2022 года вслед за Латвией и Литвой прекратили вещание телеканала «Дождь» в Эстонии. В июле 2023 года телеканал был объявлен «нежелательным» в России.

## История

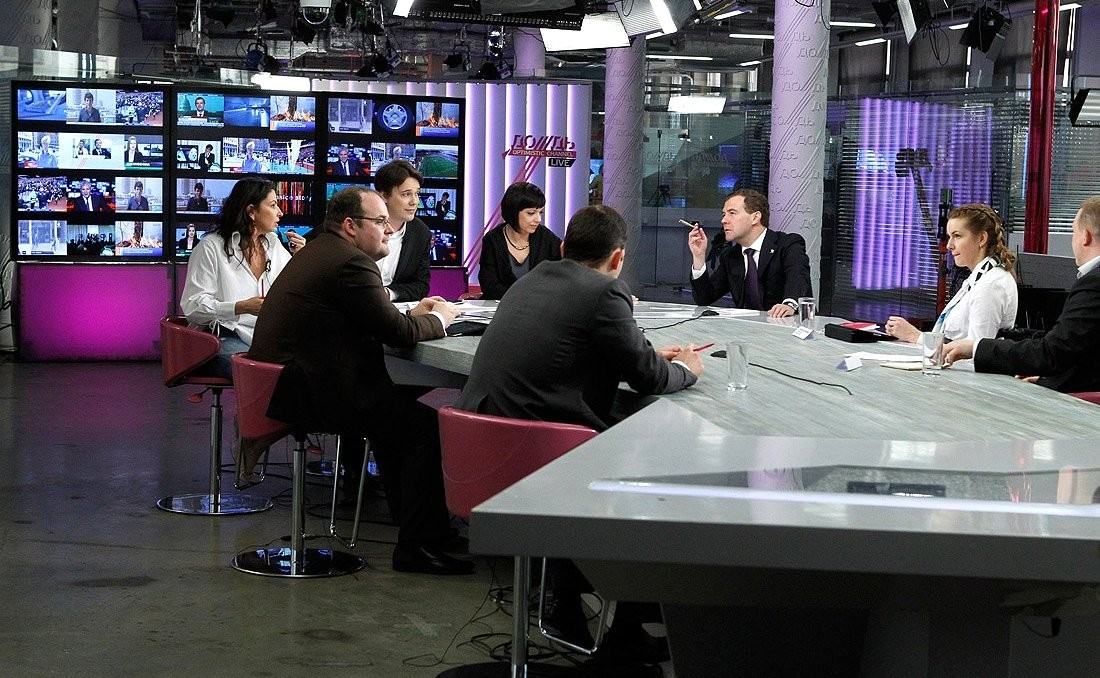
Президент России Дмитрий Медведев в студии телеканала «Дождь». 2011 год

Идея создания телеканала появилась у Натальи Синдеевой в 2007 году во время пребывания на телерынке во Франции. Вместе с Верой Кричевской, Ольгой Попковой и Ольгой Захаровой она взялась за организацию будущего канала вплоть до мельчайших деталей, и 27 апреля 2010 года он был запущен.
И вот когда технические службы сказали, что всё готово, всё настроено, можно включать и отдавать сигнал, захотелось что-то показывать, а контента не было. Я предложила показывать всё — совещания, тексты, тренинги, кастинги. Так запуск канала превратился в реалити-шоу.Наталья Синдеева
Показ «кухни» телеканала продолжался на протяжении полугода, после чего эфир стал наполняться оригинальным контентом.
В 2012 году «Дождь» участвовал в конкурсе на получение федерального статуса — включение в состав второго мультиплекса цифрового телевидения России. Несмотря на то, что многие считали канал одним из главных фаворитов конкурса, во второй мультиплекс он не попал. Дождь также участвовал в ещё одном конкурсе на вакантное место в пятой позиции, но уступил 18 декабря 2013 года каналу «ТВ3».
23 сентября 2013 сайт телеканала перешёл в платный режим — просмотр прямой трансляции и записей некоторых телепередач стали платными.

### Скандал из-за опроса о блокаде Ленинграда (2014)
В январе 2014 года вокруг «Дождя» разгорелся скандал из-за опроса о блокаде Ленинграда. В результате канал отключило большинство спутниковых и кабельных операторов, что на тот момент поставило под вопрос его дальнейшее существование.
4 марта 2014 года на заседании Совета по правам человека при президенте РФ Наталья Синдеева сообщила о том, что через месяц телеканал должен закрыться, его жизнь можно будет продлить ещё на два-три месяца, лишь сократив зарплаты трудовому коллективу. Причиной этому стало отключение от распространения в кабельных и спутниковых сетях из-за скандала с опросом о блокаде Ленинграда.
Главный редактор телеканала Михаил Зыгарь на заседании Совета заявил о том, что коллектив «Дождя» пересмотрел свой кодекс профессиональной этики, а также готов создать попечительский совет из признанных авторитетов, которые могут следить за «Дождём» и указывать на ошибки канала.
20 марта 2014 года руководство телеканала получило письмо от арендодателя ЗАО «Мясницкая, 35» об отказе продлевать договор аренды. Договор об аренде площади на «Красном октябре» истёк 20 июня 2014 года.
По словам Натальи Синдеевой, у телеканала имелась договорённость об аренде офиса на «Красном октябре» до февраля 2015 года. Но 20 октября 2014 года было сообщено, что телеканал должен освободить помещение до 15 ноября в связи c планирующимся ремонтом. С 3 ноября вещание велось из временной студии в соседнем здании «Красного октября». 5 декабря стало известно, что арендодатель помещений для временной студии попросил освободить помещение до 8 декабря. С 8 декабря вещание велось из квартиры.
Поиски нового помещения под студию увенчались успехом в январе 2015 года. Студия «Дождя» расположилась на Дизайн-заводе «Флакон». Вещание из новой студии началось в ночь на 9 февраля. Первый прямой выпуск новостей вышел в 13:00.
24 марта 2014 года каналом был объявлен недельный марафон «Поддержи Дождь!». Это, вероятно, был первый случай краудфандинга в сфере телевещания в России. Средства собирались на сайте «Дождя» посредством банковских переводов, а также покупок бейджей и других товаров.
7 декабря 2015 года на телеканале прошла прокурорская проверка по факту обращения граждан, которая выявила мелкие нарушения законов о труде, об охране труда и о пожарной безопасности. СМИ связали проверку с публикацией расследования ФБК о бизнесе сыновей генерального прокурора России Юрия Чайки.

### Переход на подписную модель (2014)

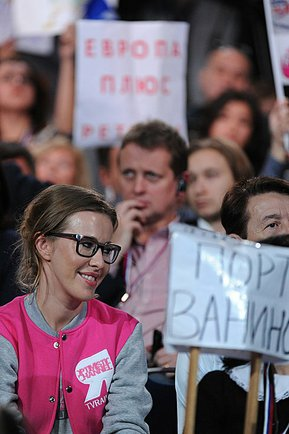
Ксения Собчак на пресс-конференции Владимира Путина, 18 декабря 2014 года

В связи с принятием Государственной Думой закона о запрете рекламы на платных телеканалах, на 10 июля 2014 года было запланировано полностью переключение финансирования канала на подписку зрителей. При этом стоимость подписки была значительно увеличена (с 1000 руб. до 4800 руб. за год), но введены различные варианты оплаты: помесячно, по льготной цене (для студентов, пенсионеров и инвалидов), а также за счёт других телезрителей (из пула купленных другими зрителями «социальных» подписок для нуждающихся).
С 2014 года канал получает финансирование от Евросоюза. По заявлению генерального директора канала Натальи Синдеевой, «Они (ЕС) заказывают нам программы „Россия — это Европа“, которые продвигают европейские ценности. И мы рассказываем о разных проектах, которые ЕС реализует в России».
В 2016 году телеканал подал сведения об иностранном финансировании в Роскомнадзор, а в 2019 году информация появилась в финансовой отчётности самого канала.

### Реклама на канале (2015)

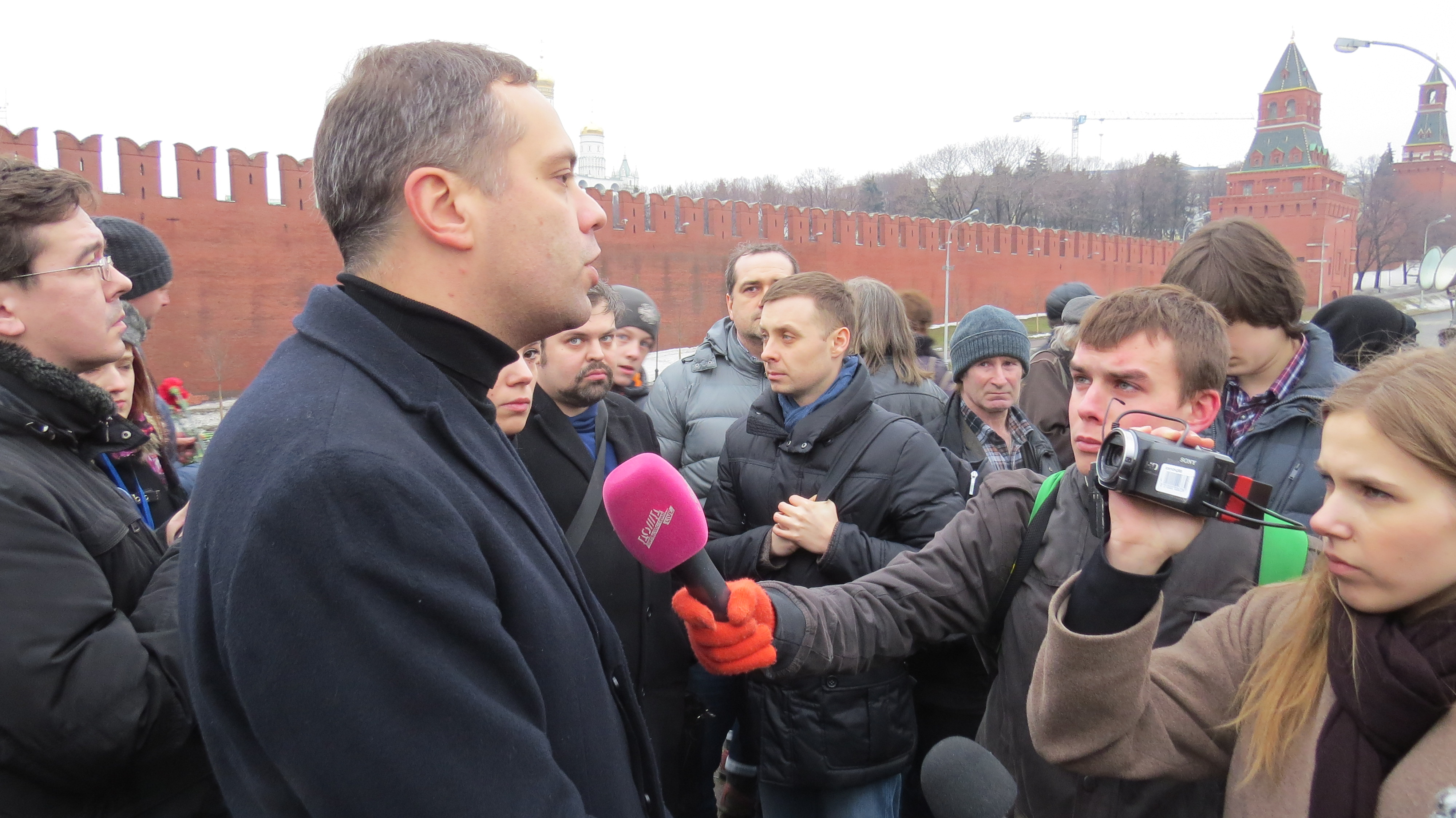
Владимир Милов даёт интервью «Дождю» на месте убийства Бориса Немцова в Москве в 2015 году

1 января 2015 года вступил в силу указ «О внесении изменений в статью 14 Федерального закона „О рекламе“», в котором был прописан полный запрет на рекламу на телеканалах, не имеющих ни одной эфирной частоты, в связи с чем «Дождь» был лишён права транслировать рекламу и почти полностью перешёл на финансирование зрителями.
Во второй половине января 2015 года были внесены новые поправки в закон о рекламе — теперь права на рекламу оказались лишены лишь те неэфирные каналы, чей контент более чем на 25 % занят зарубежными программами, включая фильмы и музыку (в эфире «Дождя» зарубежный контент составляет менее 25 % эфирного времени).

### Скандал с украинскими властями из-за Крыма (2017)
12 января 2017 года Национальный совет Украины по вопросам телевидения и радиовещания запретил вещание телеканала «Дождь» на Украине из-за нарушения законодательства о территориальной целостности страны. Претензии Нацсовета сводились к показу в украинском эфире российской рекламы, несанкционированному посещению журналистами телеканала аннексированного Россией Крыма с целью освещения отдельных событий, а также к графической карте России, присутствующей на официальном сайте «Дождя» и в программе «Здесь и сейчас», где Крым был обозначен как «часть России». Также украинские власти расценили реплику журналиста «Дождя» Владимира Роменского в сюжете от 12 августа 2016 года как «непризнание территориальной целостности» Украины. Украинский Нацсовет обвинил Дождь в нарушении законов Украины «О телевидении и радиовещании» и «Об информации».
На эти претензии гендиректор «Дождя» Наталья Синдеева заявила, что телеканал руководствуется российским законодательством: «В соответствии со статьей 65 Конституции Российской Федерации Республика Крым является субъектом РФ».
До запрета вещания в 2017 году, «Дождь» оставался единственным российским каналом на Украине, который не попал в «чёрный список» СБУ 2015 года.
Решение властей Украины запретить вещание «Дождя» на своей территории вызвало критику со стороны ряда профильных западных журналистских организаций, таких как Репортёры без границ и Немецкий союз журналистов. Запрет вещания «Дождя» на Украине осудили и представители российских властей. Так, пресс-секретарь президента РФ Владимира Путина Дмитрий Песков назвал это решение «продолжением деструктивной линии» Украины, а представитель МИД России Мария Захарова назвала его «парадоксальным актом цензуры».

### Открытие эфира (2019)

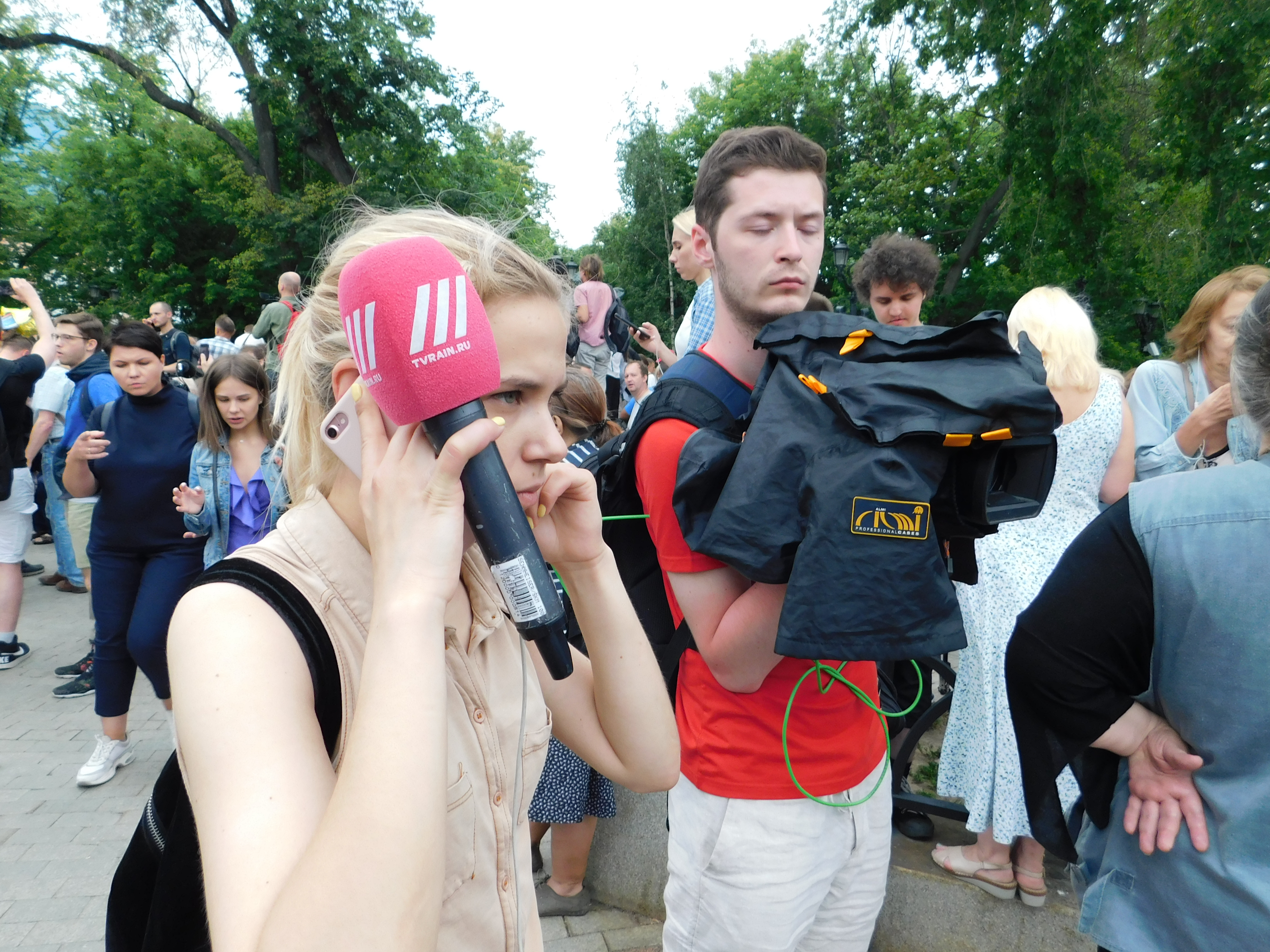
Корреспондент Мария Борзунова на марше в поддержку Ивана Голунова, 12 июня 2019 года

25 июля 2019 года, во время протестов против недопущения независимых кандидатов к выборам в Мосгордуму, телеканал запустил бесплатное (free donation) вещание на своих сайте и YouTube-канале. Изначально было заявлено, что эфир будет открыт на две недели, а в дальнейшем на один день больше, если будет набрана определённая сумма пожертвований, в итоге открытый эфир продолжался более полугода.
31 января 2020 года Наталья Синдеева объявила о возвращении платного эфира. В феврале 2020 года на сайте снова стала доступна демоверсия трансляции без звука для зрителей, не имеющих подписки.

### Внесение в список «иностранных агентов» (2021)
20 августа 2021 года Минюст РФ внёс телеканал «Дождь» в реестр СМИ — «иностранных агентов». Это первый случай включения российского медиа с российским юридическим лицом, у которого нет иностранных юрлиц, в реестр иностранных СМИ. Телеканал собирался обжаловать это решение. При этом в российском Совете по правам человека не увидели нарушений во включении «Дождя» в список иноагентов.

### Приостановка работы (2022)
После начала вторжения России на Украину телеканал сменил сетку вещания и логотип (он стал чёрным). Вместо привычных программ в эфире был запущен многочасовой инфомарафон, в рамках которого выходили информационные программы. 1 марта 2022 года, после скандального эфира, в котором журналист Екатерина Котрикадзе обвинила президента РФ в развязании войны против Украины,  Генеральная прокуратура России потребовала ограничить доступ к информационным ресурсам телеканала «Дождь» и радиостанции «Эхо Москвы». В тот же день Роскомнадзор заблокировал сайт канала. Причиной решения в Генпрокуратуре назвали: «целенаправленное и систематическое размещение на этих сайтах информации с призывами к экстремистской деятельности и насилию в отношении граждан России, массовым нарушениям общественного порядка и общественной безопасности, участию в массовых публичных мероприятиях в нарушение требований действующего законодательства, а также к насильственному свержению конституционного строя».
2 марта 2022 года часть сотрудников телеканала, включая главного редактора Тихона Дзядко, уехала из России из-за блокировки сайта и угроз.
3 марта 2022 года в эфире программы «Здесь и сейчас» руководитель «Дождя» Наталья Синдеева объявила о временной приостановке работы телеканала. Этим выпуском новостей «Дождь» и завершил свою трансляцию. Телеканал перешёл на «технический» эфир, который начался с архивной записи балета «Лебединое озеро». Сразу после него на канале вышел повтор последнего выпуска новостей, а затем «Дождь» начал транслировать архивные записи своих программ.
Большинство журналистов покинуло Россию. К концу марта все ведущие журналисты «Дождя» (Наталья Синдеева, Екатерина Котрикадзе, Тихон Дзядко, Анна Монгайт, Мария Борзунова, Михаил Фишман) и другие открыли свои каналы на YouTube.

### Возобновление вещания из Латвии (2022)
15 апреля 2022 года в интервью Financial Times генеральный директор Наталья Синдеева рассказала о переговорах с российскими инвесторами в Кремниевой долине для возобновления работы телеканала.
6 июня 2022 года Наталья Синдеева и главный редактор канала Тихон Дзядко сообщили, что «Дождь» получил от национального совета по электронным СМИ Латвии европейскую лицензию на вещание. Редакция телеканала стала располагаться в Риге (Латвия), было заявлено, что эфиры также будут вестись из Грузии, Нидерландов и Франции.
18 июля 2022 года в 20:00 по московскому времени «Дождь» вышел из «технического» эфира и возобновил вещание из студии в Риге. Первый после четырехмесячного перерыва 
эфир программы «Здесь и сейчас» провёл Тихон Дзядко. Руководитель телеканала Наталья Синдеева сообщила, что запуск будет проходить постепенно, в несколько этапов. В тот же день «Дождь» сменил межпрограмное оформление и диктора (новым диктором канала стал Анатолий Белый, он же переозвучил заставки многих проектов телеканала) 
Вскоре после запуска сложности в российско-латвийских отношениях стали препятствием для поддержки российских СМИ в изгнании. Главный редактор «Дождя» Тихон Дзядко говорил: «Я не удивлен резким приемом; мне просто грустно, что некоторые люди даже не смотрят то, что мы выпускаем». При этом главный редактор Новая газета. Европа Кирилл Мартынов полагал, что Рига собирается бороться за свободу слова, и на этот счёт «латвийское правительство приняло чёткое политическое решение».
Полноценное вещание планировалось начать осенью 2022 года. Тем временем в эфире «Дождя» продолжали выходить архивные программы, в верхне-левом углу вместо часов указывался год выхода той или иной программы.

#### Скандал из-за заявления о российской армии, лишение латвийской лицензии
1 декабря 2022 года в эфире телеканала «Дождь» в программе «Здесь и сейчас» ведущий Алексей Коростелёв попросил зрителей телеканала присылать информацию о недооснащении мобилизованных граждан, добавив в конце:
Мы надеемся, что многим военнослужащим, в том числе, мы смогли помочь, например, с оснащением и с просто элементарными удобствами на фронте.
Эта фраза вызвала шквал негодования среди противников российских властей. 2 декабря стало известно, что латвийский Национальный совет по электронным СМИ (NEPLP) оштрафовал «Дождь» на 10 тысяч евро из-за показанной в эфире карты, где Крым отмечен российским, и слов «наша армия» в отношении армии России. Также NEPLP имел претензии к каналу из-за отсутствия звуковой дорожки на латышском языке. В организации указали, что это уже второе нарушение со стороны телеканала. При наличии трёх серьёзных нарушений совет вправе отозвать лицензию на вещание канала в Латвии. В тот же день в эфире «Дождя» Екатерина Котрикадзе заявила, что канал прекращает сотрудничество с Коростелёвым, так как канал «не занимался, не занимается и не будет заниматься» поддержкой российской армии во время вторжения России на Украину.
Глава Минобороны Латвии Артис Пабрикс призвал выдворить журналистов телеканала в Россию. Председатель Нацсовета по электронным средствам массовой связи заявил об административном делопроизводстве в отношении канала из-за сообщения о возможной поддержке российской армии.
Из-за несогласия с увольнением Коростелёва о своём уходе с канала объявили Владимир Роменский, Маргарита Лютова и Дарина Лукутина.
6 декабря 2022 года Национальный совет по электронным СМИ Латвии принял решение аннулировать лицензию на вещание телеканала «Дождь». По словам главного редактора Тихона Дзядко, на заседание NEPLP не были приглашены представители канала. Генеральный директор телеканала Наталья Синдеева заявила, что канал продолжит работу в YouTube, но планирует получить новую лицензию уже в другой стране. Позже Синдеева попросила вернуться ушедших журналистов, назвав увольнение Коростелёва ошибкой.
Решение лишить телеканал лицензии на вещание в Латвии раскритиковали Ксения Собчак, Максим Кац и ряд других политиков и журналистов. Журналист Financial Times Макс Седдон считает, что инцидент стал результатом напряжённости, которая «была очевидна с тех пор, как канал начал вещание в Латвии». Бывший министр образования и науки Латвии Вячеслав Домбровский назвал произошедшее «подарком Кремлю». Советник главы офиса президента Украины Михаил Подоляк ответил, что и дальше будет выступать на «Дожде», а позиция канала абсолютно точно является антивоенной и проукраинской. Издание «Медуза» выпустило заявление в поддержку телеканала, к заявлению присоединилась «Новая газета. Европа» и другие редакции. Также против лишения лицензии выступили «Репортёры без границ» и Латвийская ассоциация журналистов, назвав это решение несоразмерным допущенным нарушениям.
Глава национального совета по электронным средствам массовой информации Ивар Аболиньш, отзывавший лицензию у «Дождя», во время Евромайдана писал, что Латвия должна спонсировать украинского президента Виктора Януковича, а также назвал отличной речь Путина перед Советом Федерации РФ в день аннексии Крыма 18 марта 2014 года. Аболиньш ответил, что сожалеет о своих старых высказываниях и больше не придерживается таких взглядов.
7 декабря 2022 года Тихон Дзядко в эфире латвийского канала LTV заявил, что открытость Натальи Синдеевой к возвращению Алексея Коростелёва является её личным мнением. Он, как главный редактор, не собирается пересматривать своё решение об увольнении Коростелёва.
13 декабря 2022 года миграционная служба Латвии попросила руководство «Дождя» объяснить цель пребывания 13 сотрудников телеканала. Исходя из полученных данных, ведомство решит, стоит ли оставлять рабочие визы сотрудникам «Дождя». Цель выдачи выданных виз была в обеспечении работы телеканала, но после отзыва лицензии необходимо выяснить, «сохранилась ли цель выдачи виз» — пояснила Майра Розе. Она также отметила, что создание передач в YouTube — это тоже «в каком-то смысле создание передач», однако в том случае, если у сотрудников канала нет работы в Латвии, то им могут заменить разрешение на визы «по гуманным соображениям». Власти Латвии решили не аннулировать визы сотрудникам телеканала.
В начале января 2023 года литовский политик Андрюс Кубилюс в начале января написал статью, обращённую к литовской аудитории. В ней, разбирая события вокруг «Дождя» в Латвии, политик обращается к «психологическим комплексам» сограждан относительно России. «Достаточно многие, скажем так, интеллектуальные лидеры говорили то же самое: что в России никакой демократии не будет, все они империалисты и „Дождь“ — тоже империалисты. Это и подтолкнуло меня написать статью про наши психологические комплексы, о том, что мы не всегда правы. Когда мы пытаемся так обобщенно сказать — пусть, мол, российская оппозиция едет обратно в Россию, ну или в Украину, берёт там ружье и борется там с Путиным… По-литовски это выражение звучит лучше, но назовем это явление „салонные демократы“: лежишь себе на софе и говоришь другим — идите и боритесь.».

### Возобновление вещания из Нидерландов (с 2023)
В январе 2023 года главный редактор «Дождя» Тихон Дзядко рассказал о получении в Нидерландах лицензии на вещание. Телеканал займётся созданием студии в Амстердаме после получения сотрудниками разрешения на работу. На днях вещание должно возобновиться в третий раз.
27 марта 2023 года «Дождь» начал эфир с новой промоупаковкой. В эфир вернулась утренняя программа «Утро на Дожде» (последний эфир программы состоялся 23 февраля 2022 года), а программа «Здесь и сейчас» стала снова выходить два раза в день (в 15:00 и 20:00 по Москве). В эфире присутствует нидерландская реклама.
25 июля 2023 года Генпрокуратура РФ объявила деятельность нидерландского и латвийского филиалов телеканала «нежелательными» в России.
20 апреля 2024 года в прямом эфире «Марафона в поддержку „Дождя“» до 14-летия канала его основательница Наталья Синдеева объявила о назначении нового генерального директора Марка Тена, бывшего CEO портала Sports.ru.

## Специальные эфиры и марафоны
- С 24 по 30 марта 2014 года после скандала из-за опроса о блокадном Ленинграде был запущен марафон по сбору средств на вещание «Дни независимости: марафон в поддержку Дождя»[69].
- 30 апреля 2020 года совместно с сервисом «Яндекс. Музыка», благотворительными фондами «Созидание», «Правмир» и проектом «Помощь рядом» в эфир вышел марафон-концерт в поддержку врачей «Прорвемся!»[70].
- 25 июня 2020 года вместо выпуска новостей в 20:00 вышла пародийная сатирическая программа «Навсегда», рассказывающая новости из 2036 года[71][72].
- 12 октября 2021 года вместе с изданиями «Новая газета», «Медуза», «Медиазона», радиостанцией «Эхо Москвы» и правозащитным проектом «ОВД-Инфо» провели марафон «Агенты людей» за отмену закона «об иноагентах»[73][74].
- 24 августа 2022 года при поддержке телеканалов «Formula» и «TV3» прошёл марафон «Двадцать четвёртое», посвящённый Дню независимости Украины и полугоду вторжения России на Украину[75][76].
- 31 декабря 2022 года прошёл марафон «Немного теплее», в ходе которого канал собирал средства на генераторы для Украины. Партнёром марафона выступил голландский благотворительный фонд Breath[77][78][79].
- С 2023 года каждое 12 июня «Дождь» совместно с другими СМИ проводит марафон «Ты не один» в поддержку политических заключённых в России[80].

## Сотрудники
Генеральные директора

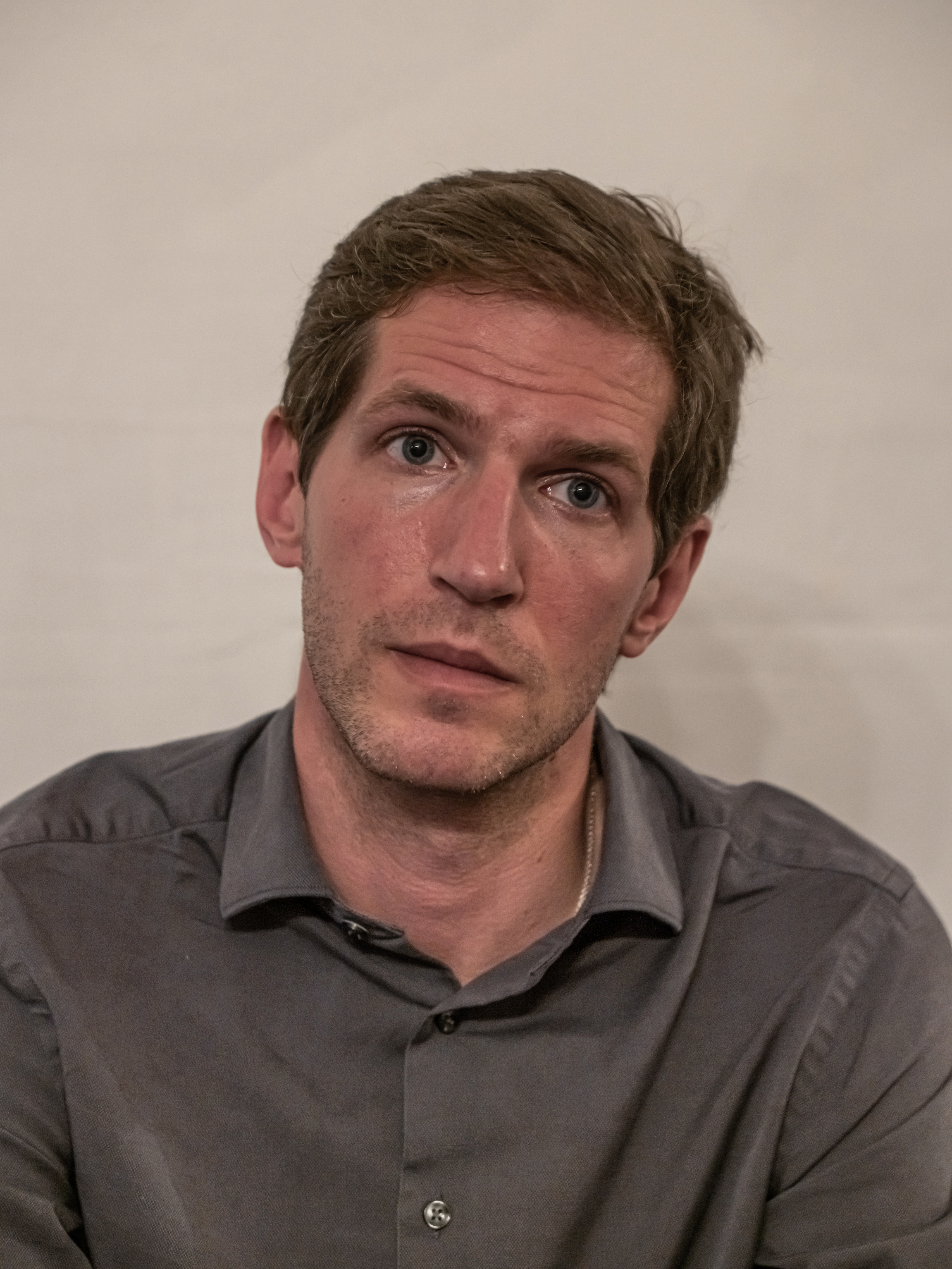
Действующий главный редактор — Тихон Дзядко

- Наталья Синдеева (с 27 апреля 2010 до 2023)
- Марк Тен[вд] (с 2023 года)

Главные редакторы
- Михаил Зыгарь (с октября 2010 до 31 декабря 2015)
- Роман Баданин (с 25 июля 2016 до 30 августа 2017)[81]
- Александра Перепелова (с 31 августа 2017 по 25 декабря 2019)[82]
- Тихон Дзядко (с 26 декабря 2019)[83]

Журналисты и ведущие
- Денис Катаев (с 2010 года)
- Михаил Козырев (с 2010 года)
- Анна Монгайт (с 2010 года)
- Михаил Фишман (с 2010 года)
- Юлия Таратута (2012—2017, с 2019 года)
- Анна Немзер (с 2014 года)
- Надежда Метальникова (с 2016 года)
- Полина Милушкова (с 2019 года)
- Эдуард Бурмистров (с 2020 года)
- Екатерина Котрикадзе (с 2020 года)
- Алина Дидковская (с 2020 года)
- Михаил Шевелёв (с 2020 года)
- Валерия Ратникова (с 2021 года)
- Нигина Бероева (с 2022 года)
- Александра Шведченко (с 2022 года)
- Валерия Кирсанова (c 2023 года)
- Михаил Поленов (с 2023 года)
- Екатерина Фомина (с 2024 года)

Бывшие журналисты и ведущие
- Ольга Шакина (2010—2013)
- Николай Александров (2010—2014)
- Алексей Суханов (2010—2011)
- Ольга Писпанен (2010—2013)
- Михаил Зыгарь (2010—2015)
- Марина Малыхина (2010—2012)
- Дмитрий Казнин † (2010—2017)
- Татьяна Арно (2010—2014, 2016—2017)
- Владимир Аверин (2010)
- Елена Ханга (2010)
- Тимофей Дзядко (2010—2013)
- Филипп Дзядко (2010—2013)
- Анастасия Изюмская (2010—2015)
- Мария Макеева (2010—2016)
- Евгения Воскобойникова (2010—2019, 2021)
- Ренат Давлетгильдеев (2010—2014)
- Антон Желнов (2010—2019)
- Ксения Батанова (2010—2018)
- Елена Погребижская (2011)
- Валерий Панюшкин (2011—2012)
- Михаил Ефремов (2011—2013)
- Никита Белоголовцев (2011—2014)
- Антонина Самсонова (2011—2014)
- Ксения Чудинова (2011—2012)
- Лола Тагаева (2011—2018)
- Татьяна Лиманова (2011—2013)
- Дмитрий Быков (2011—2021)
- Леонид Парфёнов (2012)
- Владимир Познер (2012)
- Алёна Долецкая (2012—2013)
- Наталия Геворкян (2012—2014)
- Тимур Олевский (2012—2015)
- Елена Панфилова (2012—2015)
- Лика Кремер (2012—2016)
- Иван Голунов (2012—2017)
- Павел Лобков (2012—2019; 2020—2021)[84][85]
- Ксения Собчак (2012—2018)
- Саша Филипенко (2012—2020)
- Андрей Лошак (2013—2015)
- Илья Клишин (2013—2016)
- Лев Пархоменко (2013—2021)
- Станислав Белковский (2014—2018)
- Сергей Медведев (2014—2018)
- Соня Гройсман[вд] (2014—2023)
- Сергей Ерженков (2014—2021)
- Алексей Коростелёв (2014—2022)
- Светлана Сорокина (2015—2017)
- Михаил Рубин (2015—2018)
- Олег Кашин (2015—2020)
- Александр Невзоров (2015—2020)
- Когершын Сагиева (2015—2021)
- Кирилл Дементьев (2016)
- Алексей Андронов (2016—2017)
- Мария Жолобова (2016—2018)
- Дарья Полыгаева (2016—2018)
- Константин Эггерт (2016—2018)
- Яна Яковлева (2016)
- Степан Данилов (2016—2021)
- Маргарита Лютова (2016—2022)
- Максим Товкайло (2017)
- Олеся Остапчук[вд] (2017—2018)
- Виктор Шендерович (2017—2020)
- Илья Шепелин[вд] (2017—2022)
- Григорий Алексанян (2018, 2020—2021)
- Богдан Бакалейко (2018—2020, 2021—2022)
- Мария Борзунова (2018—2022)
- Татьяна Малкина (2019)
- Илья Азар (2019—2020)
- Василий Уткин (2019—2020)
- Татьяна Фельгенгауэр (2019—2020)
- Александра Яковлева (2019—2022)
- Александр Макашенец (2019—2020)
- Майкл Наки (2021)
- Анна Ривина (2021)
- Фарида Рустамова (2021)
- Константин Гольденцвайг (2021—2024)
- Василий Полонский[вд] (до марта 2022)
- Владимир Роменский[вд] (до декабря 2022)
- Сергей Маркелов[вд]

## Вещание
Интернет-вещание на сайте телеканала, в YouTube и другие варианты.
Спутниковое
| Платформа | Формат | Спутник  | Позиция | Кодировка    | Поляризация | Частота         | FEC | Симв/скорость |
| --------- | ------ | -------- | ------- | ------------ | ----------- | --------------- | --- | ------------- |
|           | HD     | Astra 4A | 4.8°E   | Viaccess 4.0 | H           | 12380 МГц DVB-S | 3/4 | 27,500        |

Кабельное
Канал передается в сети интернет-провайдеров России:
- ЭР-Телеком / Dom.ru (в более чем 40 городах присутствия)[87][88],
- Искрателеком / Seven Sky (Москва и Московская область)[89][90],
- Интеграл-сервис / ПАКТ-ТВ (Санкт-Петербург)[91],
- Омские кабельные сети / omkc.ru (Омск)[92],
- другие сети в Москве, Санкт-Петербурге, Самаре, Тольятти, Самарской области, Волгоградской области, Тамбове, Владивостоке, Приморском крае и в других городах (Nemo TV, Теле.ру).

До января 2014 г. канал вещал в крупнейших федеральных кабельных сетях.
Коммерческие организации
Вещание телеканала можно смотреть при посещении фитнес-клубов и кафе Москвы («Кафе МАРТ», «Квартира 44», Be by Sodexo, фитнес-клубах «Павлово», «Город столиц», «Пресня», «Романов», «Юго-Западная», World Class LITE).
Эфирное
Вещание на эфирных частотах не осуществляется.
Канал не вошёл во 2-й мультиплекс цифрового телевидения России — он был претендентом на включение, но его обошли телеканалы Спас и ТВ-3.
В январе 2014 года на Рождественских парламентских встречах в Госдуме гендиректор канала «Спас» Борис Костенко указал на то, что РПЦ не может ежегодно платить 1 млрд рублей за доставку сигнала телеканала, и что он надеется на помощь спонсоров. Вице-спикер Думы Сергей Железняк заявил, что условия конкурса на включение во второй мультиплекс были всем его участникам хорошо известны и единственный способ изменить ситуацию — признать результаты конкурса недействительными и отдать частоту «Дождю».

## Финансирование
Первоначально канал планировался как нишевый, он был основан Натальей Синдеевой на собственные деньги от продажи загородного дома. Позднее к ней соинвестором присоединился её муж, банкир Александр Винокуров, заработавший состояние порядка 200 миллионов долларов на инвестиционном фонде «КИТ финанс».
Телеканал, хотя и обрёл известность, оказался убыточным: Леонид Бершидский называет его «шредёром для денег», а консультировавший Синдееву Кирилл Легат отмечает, что «Винокуров вложил в проект столько денег, что вернуть их объективно не сможет».
В 2011 году Винокуров и Синдеева занялись поиском спонсоров, но не смогли договориться ни с Михаилом Прохоровым, ни с Алишером Усмановым.
Сергей Лаврухин, работавший на Михаила Прохорова (который купил холдинг РБК и рассматривал покупку телеканала «Дождь»), оценил общий объём инвестиций в телеканал к 2013 году примерно в 40 миллионов долларов. По оценке издания Forbes, Винокуров потратил на телеканал «Дождь» порядка 15 % своего состояния.
По состоянию на 2013 год около 80 % выручки телеканал получал от рекламы.
В 2013 году сайт телеканала был переведён из бесплатного режима в платный: стоимость годовой подписки составила 1000 рублей, доступ к прямому эфиру на сутки — 30 рублей, выпуск одной программы в архиве — 30 рублей.
В 2014 году, после скандала из-за опроса о блокаде Ленинграда, телеканал был исключён из пакетов кабельных каналов и потерял большую часть своей аудитории, из-за чего от него отказались рекламодатели и он лишился большей части рекламных доходов. Доходы от рекламы и распространения упали до 6 миллионов рублей в месяц при том, что месячный бюджет на тот момент составлял 26 миллионов рублей.
Для компенсации этого стоимость базового варианта платной подписки на сайт телеканал была поднята с 1000 рублей в год до 4800 рублей в год. Также был организован марафон по сбору средств на дальнейшее существование канала, в ходе которого были собраны средства на 2 месяца работы.
Также был заключён рекламный контракт с Европейским союзом, в рамках которого «Дождь» зарабатывал на рекламе от ЕС в период 2014—2019 годов от трёх (2014) до 11 (2016) миллионов рублей в год.
В феврале 2015 года фонд поддержки российских СМИ «Среда» Бориса Зимина выделил телеканалу 7,5 млн рублей.
По данным отчётности, опубликованной в августе 2019 года, телеканал в погодовом выражении являлся прибыльным только в 2016 году, а в помесячном выражении с начала 2019 года — только в марте, июне и июле 2019 года.
В 2020-м годовая выручка «Дождя» достигла 342,3 миллиона рублей, чистая прибыль канала составила 13,6 миллиона рублей. По состоянию на 2021 год канал получал доходы от рекламы, платной подписки, пожертвований и продажи продукции с собственной символикой.

## Награды

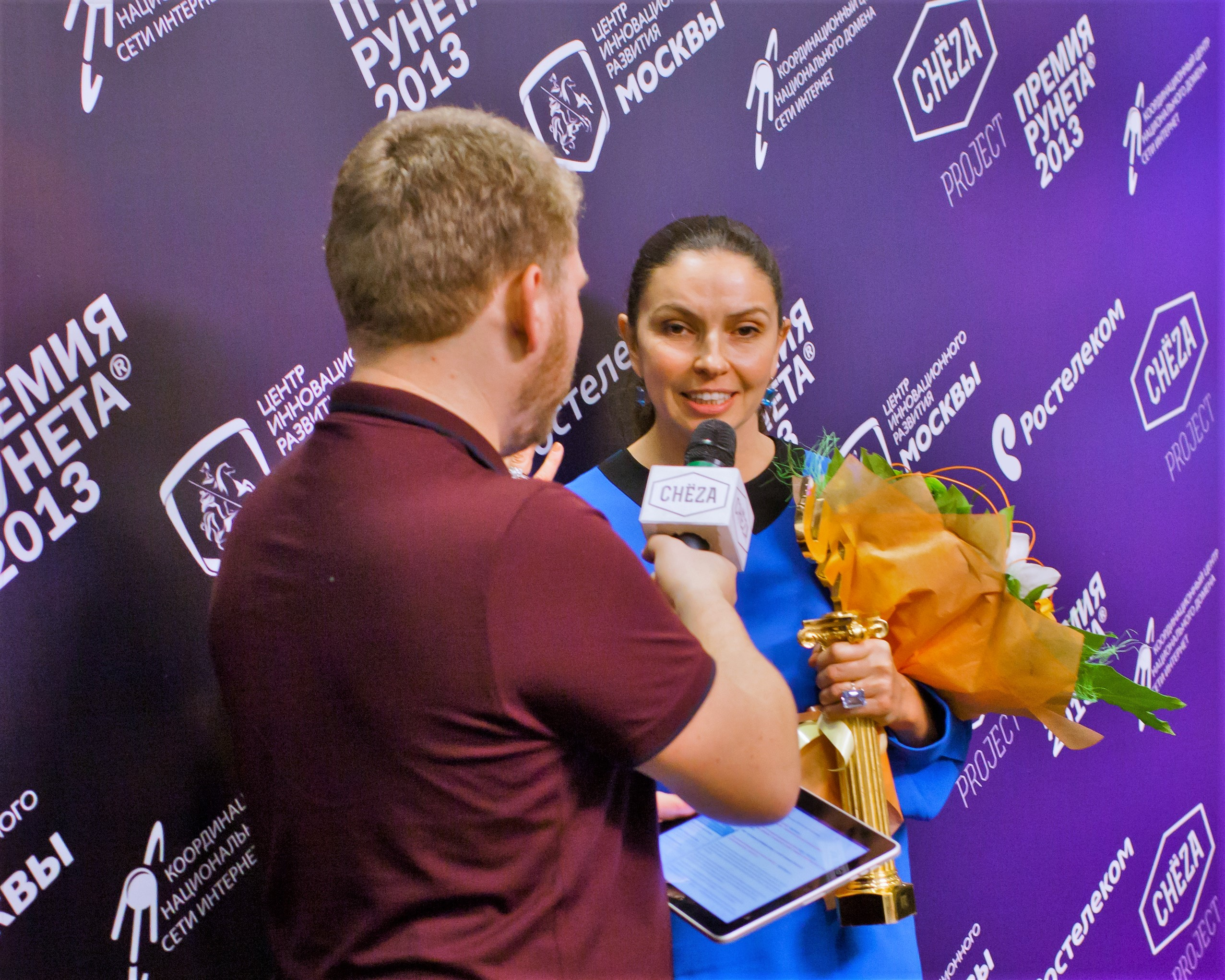
Наталья Синдеева получает Премию Рунета за 2013 год

В 2011 году телеканал получил специальный приз национального телевизионного конкурса «ТЭФИ—2011», учреждённого «Академией российского телевидения».
В 2013 году стал лауреатом 10-й юбилейной «Премии Рунета — 2013» (номинация «Культура, СМИ и массовые коммуникации», категория «Интернет-проекты»).
В 2013 году телеканал «Дождь» удостоен премии «Скрипач на крыше» в номинации «Журналистика» за последовательную позицию в укреплении идей толерантности в обществе.
В 2013 году телеканал получил Публицистическую премию «ПолитПросвет» фонда «Либеральная миссия» в номинации «Грата».
В 2014 году телеканал получил премию имени Герда Буцериуса «Свободная пресса Восточной Европы».
В 2022 году «Дождь» был награждён Премией Пибоди.
Журналисты телеканала становились лауреатами премии «Редколлегия» в сентябре 2017 года, феврале 2019 года, январе 2021 года, августе 2021 года, сентябре 2021 года, ноябре 2021 года, феврале 2023 года, мае 2023 года и феврале 2024 года.

## Критика

### Платные трансляции
В результате сокращения источников финансирования канал был вынужден отказаться от некоторых передач.
После введения платной годовой подписки телеканал «Дождь» подвергся критике со стороны журналистов и телезрителей.
По словам ведущего радио «Эхо Москвы» Александра Плющева, во время освещения событий в Бирюлёве (октябрь 2013 года) у телеканала не было «ни нормальной картинки, ни вменяемых репортажей, ни работы студии. То, что творилось в эфире Белоголовцева, можно было назвать только одним словом — бардак. При этом у конкурентов было в наличии все, отсутствующее у „Дождя“, причём бесплатно».
В марте 2015 года очередная волна критики, связанной с платными трансляциями, возникла после того, как «Дождь» вёл прямую трансляцию гражданской панихиды Бориса Немцова исключительно для своих подписчиков. В этом канал «Дождь» упрекали те телевизионные каналы, которые сами трансляцию с похорон политика не вели, — «Звезда» и «Рен-ТВ».

### Обвинения в коррупции
29 ноября 2013 года на телеканале вышел сюжет о кооперативе «Сосны» по итогам расследования Фонда борьбы с коррупцией Алексея Навального, нашедшего незадекларированную недвижимость у чиновников и высокопоставленных руководителей партии «Единая Россия» Вячеслава Володина, Сергея Неверова, Николая Ашлапова, Игоря Руденского и Сергея Приходько.
2 декабря 2013 года в эфире радиостанции «Эхо Москвы» секретарь генсовета партии «Единая Россия» Сергей Неверов во время обсуждения ситуации с кооперативом «Сосны» обвинил экс-министра финансов России Алексея Кудрина в выведении средств госбюджета для создания частного телеканала «Дождь». Алексей Кудрин ответил на обвинения.

### Скандал из-за опроса о блокаде Ленинграда
26 января 2014 года, накануне 70-летней годовщины со дня полного снятия блокады Ленинграда, в эфир, совместно с журналом «Дилетант», вышел выпуск исторической программы «Дилетанты», гостем которой стал писатель Виктор Ерофеев. В ходе обсуждения, в прямом эфире программы был проведён опрос: «Нужно ли было сдать Ленинград, чтобы спасти сотни тысяч жизней?», который потом в краткой форме был задан «Дождём» в социальных сетях, что является регулярной практикой телеканала.
Негативная реакция части зрителей
Опрос вызвал бурную реакцию части пользователей «Твиттера», так как показался им оскорбительным и кощунственным. Спустя примерно 20 минут опрос был удалён с сайта телеканала, шеф-редактор которого Илья Клишин принёс свои извинения. Телеканал, со своей стороны, также принёс извинения всем, кто почувствовал себя оскорблённым. Как отметила обозреватель интернет-издания Lenta.ru, опрос был «неаккуратно сформулирован и вырван из контекста передачи», что сделало его гораздо «более провокационным, чем сам разговор ведущих».
Гендиректор «Дождя» Наталья Синдеева напомнила, что тот же вопрос, который задал «Дождь», обсуждался в эфире телеканала «Культура», на сайте журнала «Дилетант» и в других СМИ. В частности, вопрос в журнале «Дилетант» был опубликован за 2 дня до эфира «Дождя» и звучал так: «Стоило ли ценой такого числа человеческих жизней не сдавать Ленинград?».
Критика медийных лиц
Политолог Дмитрий Орешкин отметил, что обсуждавшаяся тема «была затронута около четверти века назад замечательным писателем-фронтовиком Виктором Астафьевым. Нормальным людям вообще свойственно спрашивать», а также заявил, что «не знать об этом может разве что селигерская фауна. Ну и ещё, возможно, министр культуры. Есть у нас такая почётная профессия: ничего не знать о великой войне, о великом народе, о великой литературе. А главное — другим не давать».
Ведущий и руководитель вечернего шоу «Коммерсантъ FM», пропагандист Андрей Норкин раскритиковал телеканал, назвав его действия мерзкими и отвратительными. По его мнению, журналисты телеканала «в своей погоне за гражданскими ценностями, за толерантностью, потеряли чувство меры». Норкин считает, что тема Великой Отечественной войны — единственное, что объединяет всех граждан России, и неосторожно с ней обращаться было большой ошибкой. Сам опрос он сравнил с преступлением и призвал журналистов «Дождя» подать заявления об увольнении. Обозреватель газеты «Комсомольская правда» Ульяна Скойбеда назвала опрос «тестированием границ дозволенного в информационном поле условными либералами» и высказала мнение, что «это как обсуждать в эфире, можно ли есть детей. Стоит сломать табу, и мир станет другим».
Критика политиков
«Дождь» подвергся резкой критике со стороны ряда российских политиков. Так, депутат Государственной думы от партии «Единая Россия» Ирина Яровая назвала опрос «попыткой реабилитации нацизма» и приравняла его к уголовному преступлению, а министр культуры РФ Владимир Мединский написал в Твиттере: «Я даже не знаю, как назвать этих людей. Это нелюди». Спикер Совета федерации Валентина Матвиенко назвала опрос «кощунством», но выступила против закрытия телеканала.
Пресс-секретарь президента РФ Дмитрий Песков в интервью «Дождю» высказал своё частное мнение, заявив, что «инициировав опрос о блокаде Ленинграда, телеканал перешёл все грани допустимого с морально-этической точки зрения для нашего народа», и что он (Песков) «ни от кого не слышал и не видел, чтобы приносились какие-то извинения, и никогда не слышал за эти дни, что канал принёс извинения», добавив при этом, что «они нарушили больше, чем закон, перешли красную линию».
У здания, где располагается телеканал «Дождь», прошла серия пикетов со слоганами «Хватит кормить „Дождь“!». Проверку телеканала начали прокуратура и Роскомнадзор.
28 января депутаты Заксобрания Петербурга обратились к генпрокурору России Юрию Чайке с просьбой «провести прокурорскую проверку по факту размещения на сайте телеканала „Дождь“ провокационного материала, дать ему правовую оценку и при наличии оснований принять соответствующие меры вплоть до закрытия этого канала».
Критика Припачкина и отключение
28 января президент Ассоциации кабельного телевидения России и совладелец холдинга «Акадо» Юрий Припачкин сказал, что телеканалы «должны думать не только об экономической, но и воспитательной составляющей медиа», и предложил отключить от вещания телеканал «Дождь», заявив, что у него «возникло желание, как оператору, взять и отключить такую информацию, взяв на себя некие функции цензурирования». Кроме того, Припачкин говорил, что протестующие против «Дождя» абоненты валом звонили операторам и просили их отключить от ТВ-пакетов, и чтобы не терять клиентов, операторы сами отключили канал. Также он заметил, что операторы выражают недовольство, что «Дождь» зарабатывает деньги не через них, а на своём сайте. Ситуацию он охарактеризовал так: «В вопросе взаимоотношений между оператором и каналом государство роли не играет, они носят лишь коммерческий характер». В московской сети «Акадо» канал «Дождь» по популярности занимал 4-е место, обгоняя каналы НТВ и ТНТ, однако Припачкин пожаловался, что «Дождь» приносит компании убытки. Синдеева отметила, что «Дождь» как раз выполнил требования операторов, закрыл бесплатный доступ к эфиру и привлёк клиентов к этим операторам.
Уже 29 января 2014 года многие операторы кабельного телевидения приостановили вещание канала в своих сетях. По утверждению Натальи Синдеевой, «операторам … раздавались звонки. В звонках текст следующий: под любым предлогом отключить „Дождь“. Проблемы с договором, технические сбои — как угодно объясняйте, но вы должны его выключить, найти причины. И поэтому у всех операторов, кто нас отключил, разная аргументация. У кого-то — что у нас закончился договор, он не был ещё продлён». По её словам, активные действия против канала начались после сюжета от 30 ноября 2013 года о дачах высокопоставленных чиновников (Володина, Неверова, Приходько и др.), где рассказывалось о расследовании Алексея Навального. По данным её источников, «в Администрации президента есть периодические совещания, на одном из которых была дана команда „фас“, как бы искать поводы».
Действия надзорных органов
30 января Прокуратура Санкт-Петербурга начала проверку телеканала «Дождь». Проверка была инициирована по жалобе блокадников, возмущенных опросом.
В тот же день «Триколор ТВ» предъявил каналу ультиматум и заявил, что расторгнет договоры «в случае сохранения некорректной контентной политики канала в ближайшие 30 дней». Роскомнадзор не стал выносить какое-либо предупреждение каналу, а направил в редакцию телеканала «Дождь» профилактическое письмо. В этом письме Роскомнадзор указал, что «телеканал „Дождь“ проведением опроса на тему блокады Ленинграда нарушил статью 49 закона Российской Федерации „О средствах массовой информации“», которая, в частности, гласит, что «при осуществлении профессиональной деятельности журналист обязан уважать права, законные интересы, честь и достоинство граждан и организаций». В письме также говорилось, что «подобные вопросы и высказывания могут трактоваться как оскорбительные для ветеранов Великой Отечественной войны и жителей блокадного Ленинграда, прилагавших все свои силы ради победы в борьбе с фашистской Германией».
Остальные операторы
Утром 31 января канал отключили и в сети «Билайн», предпоследнем из крупных операторов, транслировавших «Дождь», хотя днём ранее «Билайн» не собирался этого делать. Основатель «Вымпелкома» Дмитрий Зимин заявил, что отключение «Дождя» операторами не является их самостоятельным решением. В тот же день 31 января депутаты Игорь Зотов из «Справедливой России» и Вадим Деньгин из ЛДПР отправили в Минкомсвязи запрос о несправедливом бесплатном выходе телеканала «Дождь» на спутниковые каналы. Поводом послужили слова Ашота Габрелянова[какие?]. Днём Прокуратура сообщила, что не нашла признаков экстремизма в опросе и закрытия канала не будет.
Ассоциация кабельного телевидения порекомендовала провайдерам приостановить вещание телеканала.
Ряд провайдеров кабельного и спутникового телевидения последовал этому совету, несмотря на возражения, высказанные Советом при президенте Российской Федерации по развитию гражданского общества и правам человека и рядом независимых журналистов. В частности, «Дождь» по разным причинам отключали «Акадо», «Билайн», «НТВ-Плюс». «Триколор ТВ» отключать канал не стал, но дал «Дождю» месяц на «исправление».
Союз журналистов России, в свою очередь, обвинил операторов кабельного телевидения в сговоре. В поддержку телеканала выступила международная организация «Репортёры без границ», охарактеризовавшая события вокруг канала «беспрецедентной кампанией по оказанию давления»; по её мнению, блокировка телеканала может отпугнуть рекламодателей и лишить канал финансирования. После начала отключения телеканала в кабельных сетях в интернете появились гневные отзывы пользователей, недовольных этим решением операторов.
31 января ведущие израильского русскоязычного «9 канала» в знак солидарности с «Дождём» задали в прямом эфире вопрос «считаете ли вы, что европейские евреи сами спровоцировали Холокост». Журналисты телеканала также призвали СМИ «поддержать единственный независимый российский телеканал», отметив, что «в России усомниться в героическом прошлом — почти что совершить преступление».
3 февраля 2014 года пресс-служба российского оператора спутникового телевидения «Триколор ТВ» сообщила, что в соответствии с решением Совета директоров телеканал «Дождь» официально выходит из состава «Триколор ТВ» 10 февраля 2014 года «в связи с несоответствием редакционной политики телеканала принципам формирования состава пакетов оператора».
5 февраля Валерий Костарев заявил, что «Ростелеком» провёл своё расследование, и по его данным, никакого картельного сговора (версию которого выдвигает «Дождь») в отключении канала всеми крупными операторами не существует.
Судебные иски и проверка
К 5 февраля в суды Санкт-Петербурга против телеканала «Дождь» поступило больше двадцати гражданских исков о компенсации морального вреда, поданных частными лицами, ветеранские и блокадные организации иски против телеканала не подавали. С составлением исков и оплатой госпошлин при подаче заявлений пожилым блокадникам помогали представители местного отделения партии «Единая Россия».
4 марта глава Федеральной антимонопольной службы России (ФАС) Игорь Артемьев сообщил о том, что его ведомство не нашло признаков картельного сговора операторов платного телевидения, отключивших телеканал «Дождь», ответив на запрос уполномоченного по правам человека в России Владимира Лукина, выступившего с требованием провести проверку действий операторов кабельного и спутникового телевидения.
Мировой судья судебного участка № 171 г. Москвы вынес решение взыскать с одного из операторов, отключивших телеканал «Дождь», 1200 рублей в качестве компенсации морального вреда в пользу постоянной телезрительницы канала. Кроме того, суд взыскал с оператора штраф и расходы истицы на представителя в суде.
17 апреля 2014 года президент РФ Владимир Путин заявил о том, что постарается избавить телеканал «Дождь» от «избыточного внимания контролирующих органов, так как телеканал признал свою ошибку».
18 апреля глава ассоциации кабельных компаний страны Юрий Припачкин заявил о том, что ассоциация готова помочь «Дождю» начать переговоры с операторами о сотрудничестве по взаимовыгодной модели. Таким образом, позиция Припачкина за последние несколько месяцев изменилась на диаметрально противоположную.
19 июля в авторской программе Натальи Синдеевой Вячеслав Володин был назван человеком, который «уничтожает» телеканал «Дождь».

## В культуре
- 2 декабря 2013 года музыкальная группа «Ленинград» выпустила клип на песню «Дорожная», где «Дождь» был спародирован и назван «Снегом»[185][186].
- В тот же день в рамках рекламной кампании «Nike» ведущий Никита Белоголовцев сыграл в хоккей, а канал на 51 секунду сменил логотип на «Снег»[186][187].
- «Дождь» спародирован в российском сериале «Последний министр» как телеканал «Дрожь»[188][189][190].
- F@ck This Job — документальный фильм Веры Кричевской о телеканале «Дождь» и его основателе Наталье Синдеевой (2022)[191][192].